# Публий Сестий Капитолин Ватикан
Публий Сестий Капитолин Ватикан (лат. Publius Sestius Capitolinus Vaticanus; V век до н. э.) — римский политический деятель, консул 452 года до н. э.
Коллегой Публия Сестия по консульству стал Тит Менений Ланат. Именно в 452 году до н. э. из Греции вернулось римское посольство, изучавшее там законодательство Афин и других полисов. После этого начались волнения, связанные с требованиями народных трибунов приступать к кодификации права и с претензиями плебеев на включение их представителей в состав децемвирской коллегии. В конце концов плебеи уступили: решено было выбирать децемвиров из патрициев.
Одним из членов коллегии стал Публий Сестий (451 год до н. э.) — по словам Тита Ливия, «за то, что против воли товарища защищал в сенате новый образ правления».